# Aloys Lütolf
Pour les articles homonymes, voir Lütolf.
Aloys Lütolf, né le 23 juillet 1824 à Gettnau près de Willisau en Suisse et mort le 8 avril 1879 à Lucerne, est un historien ecclésiastique catholique suisse.

## Biographie
Aloys Lütolf naît le 23 juillet 1824 à Gettnau,. Il est le fils d'Aloys, un forgeron, et de Katharina Bucher. Il fait ses premières études au collège des Jésuites de Schwyz, et à l'institut catholique de Lucerne, où il devient un étudiant passionné d'histoire. Mais comme la situation politique de l'époque ne permet pas d'études sérieuses, Aloys Lütolf, avec un certain nombre d'étudiants animés de la même ardeur juvénile, se met en 1847 à la disposition de leur pays. Pendant un certain temps, Aloys Lütolf est employé comme secrétaire privé à Lucerne, et prend part à l'expédition de l'armée du Sonderbund dans le canton du Tessin.
De 1847 à 1849, il étudie la théologie et l'histoire à Freiburg in Baden et à Munich, et en 1850 est ordonné prêtre à Soleure. Après avoir servi dans la mission pendant un certain temps, il enseigne l'histoire de 1852 à 1856 à l'école cantonale catholique de Saint-Gall. Après la suppression de cette école, Aloys Lütolf devient curé de la paroisse de Lucerne.
En 1864, il est nommé vice-recteur du séminaire clérical de Soleure, en 1858, professeur d'histoire de l'Église, et peu après, chanoine du chapitre de Saint-Léodegar à Lucerne.
Aloys Lütolf meurt le 8 avril 1879 à Lucerne.

## Publications
En 1859, il commence à publier ses recherches effectuées à Saint-Gall. Les plus importantes sont Sagen, Gebräuche und Legenden aus den fünf Orten (Lucerne, 1865) et Glaubensboten der Schweiz vor St. Gallus (Lucerne, 1870), une contribution à l'histoire ancienne de la Suisse. Son Leben und Bekenntnisse des ILS Schiffmann (Lucerne, 1861) est un mémorial à son ancien maître, le Père Schiffman; le livre contient également des informations importantes sur l'évêque Sailer et son école en Suisse.
Il a également un ouvrage sur l'historien Kopp, Jos. Ant. Kopp als Professor, Dichter, Staatsmann und Historiker (Lucerne, 1868). Ce dernier lui avait remis peu avant sa mort ses manuscrits historiques, et l'avait chargé de compléter son ouvrage en partie achevé, Geschichte der eidgenössischen Bünde.